# Sala del Consiglio comunale (Bologna)

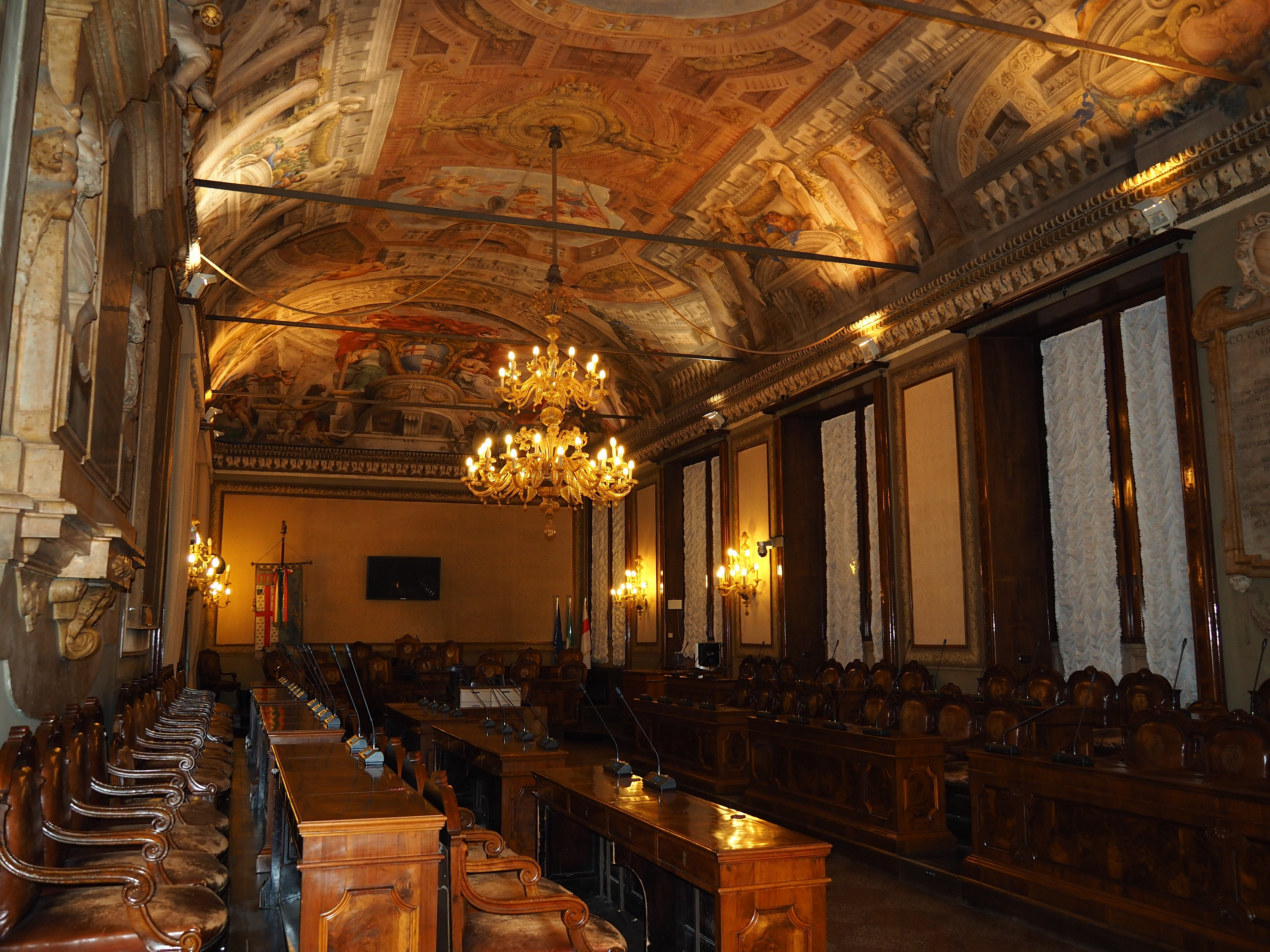
La Sala del Consiglio a Palazzo d'Accursio

La Sala del Consiglio Comunale di Bologna, è situata al secondo piano di Palazzo d'Accursio e si affaccia su Piazza Maggiore; vi si accede dalla Sala d'Ercole. 

## Storia
La sala contiene la Galleria dei Senatori: nel Seicento era infatti la sala in cui si riuniva il Senato bolognese composto da rappresentanti di facoltose famiglie bolognesi (dette "senatorie") che venivano nominati a vita. 
Nell'Ottocento, dopo la Restaurazione, venne adibita ad aula della Corte d'Appello e, dopo l'Unità d'Italia, diventò l'aula per le riunioni del Consiglio Comunale. 

## Descrizione

### La volta affrescata
La volta della Sala fu affrescata nel 1676 da Angelo Michele Colonna (1604-1687), con l’aiuto di Gioacchino Pizzoli (1651-1731). 
È un esempio della tipologia di decorazione di interni che rese famosa la scuola bolognese nel mondo: la  quadratura. La quadratura architettonica occupa la volta per 34 metri di lunghezza e 8,50 di larghezza. L’uso della prospettiva accompagna lo sguardo su illusori spazi aperti verso l’esterno. Quattro colonne dipinte sostengono il finto cornicione e creano l’illusione di sostenere una struttura a volta nella quale si aprono cinque scene allegoriche, con riferimenti alle virtù di Bologna. 
Nel primo lato breve:* lo Stemma della città sorretto da due Virtù (Concordia e Fedeltà) insieme ai simboli del potere locale e di quello pontificio.
Nella volta centrale: 
- Minerva (dea della Sapienza ) e Marte (dio della guerra) inducono la Fama ad annunciare al mondo le virtù e le glorie della città.

- Cibele indica a Bologna (con sembianze femminili, sul carro trainato da due leoni a simboleggiarne la potenza) la gloria dell’Olimpo, dove Giove l’attende.

- Bacco, Pomona e Cerere (alludenti al vino, ai frutti e alle messi) simboleggiano la fertilità della terra bolognese.

Nel secondo lato breve:
- Vigilanza e Prudenza e i simboli delle Arti.[1]